# Линехан, Марша
Марша М. Ли́нехан (иногда ошибочно — Лайнен; англ. Marsha M. Linehan; 5 мая 1943 года, Талса, США) — американский психолог, специалист по пограничным расстройствам личности, суицидальному поведению и злоупотреблению алкоголем и наркотиками. Создательница диалектической поведенческой терапии (DBT).
Профессор психологии, адъюнкт-профессор психиатрии и поведенческих наук в Вашингтонском университете, заведующая клиниками бихевиоральных исследований и терапии, а также основательница Института имени Ли́нехан (англ. The Linehan Institute).

## Биография
Родилась в городе Талса, штат Оклахома, США. Была третьим ребёнком из шести детей в семье нефтепромышленника и его жены, которая активно занималась общественной работой. С ранних лет девочка отличалась высокими оценками и талантливой игрой на фортепиано. Будучи подростком, Марша испытывала много проблем, считала себя неполноценной по сравнению со своими братьями и сестрами. На трудности Марши никто не обращал внимания, пока она, учась в выпускном классе, не начала страдать сильными головными болями и задумываться о самоубийстве.
В марте 1961 года в возрасте 17 лет поступила в Институт Жизни, где ей был поставлен диагноз шизофрения. Ли́нехан проходила электрошоковую терапию, психоанализ, часто попадала в изолятор в отделении для самых тяжелых больных, получала медикаментозное лечение. В том же году приняла решение взять жизнь под свой контроль. В мае 1963 года выписалась из Института Жизни, где проходила лечение. Она вспоминает, что дала обет Богу в случае победы над болезнью помочь выбраться из неё другим. Утверждает, что на самом деле страдает пограничным расстройством личности.
После выписки из Института жизни Ли́нехан совершила несколько попыток самоубийства, на какое-то время попала в больницу, откуда ей позволили выписаться только на условиях нахождения под опекой брата. После выписки жила в монашеской католической обители в Чикаго, проводила много часов в молитве. Устроилась клерком в страховую компанию и начала учиться на вечернем отделении Чикагского университета Лойола. В одно из посещений храма во время ночной молитвы испытала чувство, которое позже назвала «радикальным принятием». После этого жизнь Ли́нехан поменялась, она научилась переживать свои эмоциональные состояния без причинения себе физического ущерба.
Окончила Чикагский университет Лойола cum laude в 1968 году и получила степень бакалавра психологии. В 1970 году получила степень магистра, а в 1971 — доктора философии по социальной психологии и экспериментальной психологии личности. Во время своего обучения начала преподавать психологию.
В период между 1971 и 1972 годами Ли́нехан проходила интернатуру в Кризисной службе по предотвращению суицида в Буффало, а также работала адъюнкт-профессором в Университете штата Нью-Йорк. После Буффало Ли́нехан закончила ординатуру по модификации поведения в Университете штата Нью-Йорк в Стоуни-Брук. Затем, в 1973 году, Ли́нехан вернулась в Чикагский университет Лойола и работала там в качестве адъюнкт-профессора до 1975 года. Одновременно с этим, с 1973 по 1977 год, Ли́нехан работала в качестве ассистента-профессора психологии в Католическом университете Америки в Вашингтоне. В это время она исследовала эффективность бихевиоральной терапии на людях, имевших попытки суицида, и пришла к выводу, что в терапию людей с пограничным расстройством личности должно быть добавлено «радикальное принятие», что и послужило поводом для разработки собственного метода терапии, в который входят элементы дзен-практик, им она специально обучалась.
В 1977 году заняла должность ассистента-профессора психологии в Вашингтонском университете.
1981—1983 годы — становится адъюнкт-ассистент-профессором психиатрии и поведенческих наук в Вашингтонском университете.
1983—1989 — доцент психологии и адъюнкт-доцент психиатрии и поведенческих наук в Вашингтонском университете.
С 1989 года — профессор психологии и профессором психиатрии и поведенческих наук в Вашингтонском университете, заведующей клиниками бихевиоральных исследований и терапии, основателем Института имени Ли́нехан (англ. The Linehan Institute) Также является членом Американской психологической ассоциации.
В 2011 году рассказала собственную историю борьбы с пограничным расстройством личности аудитории в Институте жизни, где она проходила лечение в юности; также о её жизни написала газета The New York Times. Ли́нехан призналась, что ей было нелегко решиться рассказать свою историю публично, но она смогла это сделать благодаря желанию «не умереть трусихой».
Высказывается за переименование пограничного расстройства личности.
Ли́нехан наиболее известна как создательница диалектической поведенческой терапии (DBT), направленной на работу с людьми, имеющими пограничное расстройство личности и высокий риск суицида.

## Награды
Ли́нехан получила множество наград за свои исследования и клиническую работу, в том числе Премию Луи Израиля Дублина в 1999 году за достижения в области суицидологии, премию Выдающийся просветитель в области изучения психического здоровья от Института образования Новой Англии в 2004 году, премию за профессиональные достижения от Американской психологической ассоциации в 2005 году и др.
В 2015 году стала первым психологом, получившим Научно-исследовательскую Премию NAMI (англ. National Alliance on Mental Illness).

## Публикации
Ли́нехан является автором и соавтором многих книг, её работы широко представлены в научных журналах.
Наиболее известны два терапевтических руководства:
- Ли́нехан, Марша. Когнитивно-поведенческая терапия пограничного расстройства личности (англ. Cognitive-Behavioral Treatment for Borderline Personality Disorder);
- Ли́нехан, Марша. Руководство по тренингу навыков при терапии пограничного расстройства личности (англ. Skills Training Manual for Treating Borderline Personality Disorder).

## Личная жизнь
Не замужем. Проживает вместе со своей приемной дочерью перуанского происхождения Джеральдиной и её семьёй.